# Катаргейт
Дело о связях с Катаром («Катаргейт») — дело в отношении ближайших политических советников премьер-министра Израиля Биньямина Нетаньяху и подполковника запаса, которые якобы были вовлечены в оплачиваемую работу по продвижению интересов правительства Катара, союзника и финансового спонсора ХАМАС. Расследование дела ведется отделом международных расследований (ЯХБАЛ) в подразделении «Лахав 433» израильской полиции.

## События
10 февраля 2025 г. Офер Хадад сообщил на 12-м канале израильского телевидения, что ближайшие советники премьер-министра Израиля Биньямина Нетаньяху: Исраэль Эйнхорн, Офер Голан, Йонатан Урих и Эли Фельдштейн (который уже был арестован до публикации из-за его причастности к краже и утечке секретных документов, в которых также упоминается Катар) были наняты катарским правительством для продвижения интересов Катара в высших политических и силовых органах Израиля, включая изменение имиджа Катара. Журналист Нир Двори написал, что часто получал от Фельдштейна информацию, которая способствовала продвижению имиджа Катара, но отказывался её публиковать.
12 февраля 2025 года лидер оппозиции Яир Лапид и председатель партии «Демократическая партия» Яир Голан потребовали провести расследование в отношении Нетаньяху и его канцелярии, мотивируя действия, совершенные в интересах Катара во время войны в Газе, нарушением безопасности и изменой Израилю.
15 февраля 2025 года Шин Бет ответил на вопросы депутата Гилада Карива и депутата Наамы Лазими и заявил, что проведет расследование раскрытия государственных секретов Израиля. 27 февраля 2025 года Генеральный прокурор Израиля поручил Шин Бет (ШАБАК) и полиции Израиля расследовать «Катаргейт».

### Увольнение главы Шабака
13 марта 2025 года бывший глава Шин Бет Надав Аргаман заявил, что если он придет к выводу, что премьер-министр решит действовать вопреки закону, то он раскроет все, что ему известно. В ответ Нетаньяху пожаловался в израильскую полицию на Аргамана, обвинив его в шантаже. 16 марта 2025 года полиция начала расследование в отношении Аргамана. Эксперт по израильскому уголовному праву заявил, что максимальное наказание составит семь лет тюрьмы.
Шин Бет опубликовала отчет, в котором также заявил об ответственности правительства Израиля за нападение на Израиль, совершенное 7 октября движением ХАМАС. 16 марта 2025 года Нетаньяху заявил, что Ронен Бар будет отправлен в отставку на ближайшем заседании правительства. Юридический советник правительство Гали Бахарав-Миара написала письмо Нетаньяху и заявила, что решение недействительно из-за расследования Шин Бет по делу «Катаргейт» и конфликта интересов Нетаньяху.
17 марта 2025 года Яир Голан заявил, что причина отставки главы Шин Бет — расследование «Катаргейта» и нежелание заключить всеобъемлющую сделку по освобождению заложников, которая положит конец войне в Газе, а бывший премьер-министр Бенет подверг Нетаниягу резкой критике и призвал подать в отставку. По мнению The Guardian увольнение ещё больше усилит обвинения против правительства Нетаньяху в предполагаемой попытке установить авторитарный режим в Израиле.